# Krieg der Engel
Krieg der Engel ist ein phantastischer Roman von Wolfgang Hohlbein und seiner Frau Heike. Er erschien erstmals 1999 im Ueberreuter Verlag. 

## Inhalt
Im Mittelpunkt der Handlung steht Eric, ein gutsituierter Anwaltssohn, dessen Vater sich gerade im Wahlkampf um den Posten des örtlichen Bürgermeisters befindet. Immer wieder wird er von einem Albtraum gequält, in dem er einen brennenden Cherub, der auf dem Dach einer Kathedrale steht, sieht. Er erwacht jedoch immer bevor er weiß, ob der Engel stirbt oder den Kampf gewinnt.
In der Hoffnung, die Bedeutung dieser Träume herauszufinden, sucht er Rat bei einer alten Lehrerin (Frau Wellstadt-Roblinsky), die sich mit ihm – zum Hohn seiner Mitschüler – in einem Café trifft. Doch während dieses Treffens geschieht es: Das Café wird von einem schwarzen Engel zerstört und Erics Lehrerin verschwindet spurlos. Seitdem wird Eric von dem aufstrebenden Polizisten Breuer und dessen älteren und erfahrenen Kollegen Schollkämper nicht mehr aus den Augen gelassen. Er bekommt Hilfe von ungeahnter Natur: dem Engel Chep, der schon seit Erics Geburt dessen Schutzengel ist. 
Diesem Ereignis folgen weitere übernatürliche Ereignisse, unerklärlich für Erics Verstand. 
Er erfährt – von Chep –, dass er auserkoren ist die Welt zu retten, wenn die letzte Schlacht (Armageddon) ausgetragen wird. Ohne es zu wissen – oder es zu wollen, steht er auf einmal im Kampf zwischen Gut und Böse. Ein für ihn oft lebensbedrohliches Unternehmen. Immer wieder wird er von dem bedrohlichen Engel Azazel aufgesucht, der versucht ihn entweder zu töten oder zu entführen. Glücklicherweise erscheint Chep immer zum richtigen Zeitpunkt und kann sein Leben retten.
Nach vielen schier unüberwindbaren Hindernissen, furchtbaren Ereignissen (z. B. dem Verschwinden seiner Eltern, einem Voodoo-Zauber, mit dem ihn seine jamaikanische Haushälterin Andrea schützen will, einer Nacht im Gefängnis, einem Aufenthalt in einer Nervenklinik) steht er am Ende vor der großen Kathedrale aus seinem Traum. Es ist soweit: die Heere sind bereit für die letzte Schlacht. Doch Armageddon findet nicht statt, da Eric seine Gegner – ohne es zu wissen – überlistet und der Kampf nicht stattfindet. Zum Schluss eröffnet Chep, der in der ganzen Handlung meist etwas tollpatschig dargestellt wird, wer er wirklich ist.

## Kritiken
„Eine nahezu geniale Mischung aus Ideenreichtum und Spannung, Magie und Mystik.“ (Nordbayerischer Kurier)

## Auszeichnungen
Am 6. November 2007 belegte Hohlbein mit dem Eröffnungssatz dieses Romans („Der Engel brannte.“) bei einem von der Stiftung Lesen und  der Initiative Deutsche Sprache organisierten Wettbewerb, bei dem der „schönste erste Satz“ gesucht wurde, den zweiten Platz im Schülerwettbewerb.

## Hintergründe
Hohlbein bezieht sich in „Krieg der Engel“ wieder einmal auf die Bibel, auf die Offenbarung des Johannes im Neuen Testament. Dort heißt es:
„Und die sieben Engel mit den sieben Posaunen hatten sich gerüstet zu posaunen. Und der erste Engel posaunte / und es ward ein Hagel von Feuer und Blut gemenget / und fiel auf die Erden / und das dritte Teil der Bäume verbrannte / und alles grüne Gras verbrannte [...]“ (Offb 8,6-7 )